# The Reason (album Hoobastank)
The Reason è il secondo album degli Hoobastank, uscito il 9 dicembre 2003 negli Stati Uniti e il 12 aprile 2004 in Europa.

## Descrizione
The Reason è l'album di maturazione da parte degli Hoobastank all'interno del nuovo genere musicale che propongono al pubblico. Se in origine il genere proposto dal gruppo è stato lo Ska e poi con Hoobastank si sono avvicinati all'Alternative rock e al Post grunge, questo album definisce ancora meglio la collocazione artistica e musicale che gli Hoobastank hanno deciso.
All'interno dell'album le sonorità sono più soft e più orecchiabili, ma mantengono il carattere e lo stile dell'album precedente aumentando il valore della band soprattutto in campo internazionale.
L'album sarà la produzione di maggior successo della band, soprattutto grazie al singolo The Reason; infatti nella stessa data di uscita del singolo l'album vedrà raddoppiate le proprie vendite, ma anche grazie a una pulizia musicale sempre più evidente e anche a pesanti investimenti da parte del gruppo per la promozione del cd in Asia e Europa, due mercati che fino all'album in questione non avevano prestato molta attenzione agli Hoobastank.
Primo singolo dell'album è Out Of Control, pezzo che inizialmente solo le radio e tv specializzate in musica alternativa hanno proposto all'interno delle loro programmazioni, ma che in realtà si dimostra essere il brano con più energia di tutto l'album.
The Reason e Same Direction daranno il risalto che la produzione merita, ma per un album uscito il 9 dicembre avere un singolo di successo l'estate dell'anno dopo non ha certamente fatto bene alla vendita delle copie dell'album.
Infine Disappear ultimo singolo e video dell'album chiude il circolo di musicalità che gli Hoobastank volevano proporre all'interno dell'album.

## Tracce
1. Same Direction – 3:15
2. Out of Control – 2:42
3. What Happened to Us – 4:00
4. Escape – 3:44
5. Just One – 3:19
6. Lucky – 2:59
7. From the Heart – 3:03
8. The Reason – 3:52
9. Let It Out – 3:18
10. Unaffected – 3:33
11. Never There – 3:03
12. Disappear – 5:06

## Formazione
Gruppo
- Douglas Sean Robb - voce
- Daniel Estrin - chitarra
- Chris Light Hesse - batteria
- Markku Lappalainen - basso

Altri musicisti
- Howard Benson - tastiera (tracce 3 e 8)